# Храм Климента Папы Римского (Москва)
Храм Священномученика Климента, Папы Римского (Церковь Климента Римского, Свято-Климентовский храм, храм Спаса Преображения) — православный храм в районе Замоскворечье города Москвы, на пересечении Климентовского переулка и Пятницкой улицы. Относится к Москворецкому благочинию Московской епархии Русской православной церкви. Крупнейший храм Замоскворечья.
Главный престол освящён в честь Преображения Господня, поэтому второе название церкви — храм Спаса Преображения. Пределы освящены во имя Климента Римского, Петра Александрийского, Николая Чудотворца и в честь Рождества Пресвятой Богородицы.

## История
Впервые храм упомянут в письменных источниках под этим именем в 1612 году, в связи с событиями Московской битвы между русскими ополченцами и польским-литовским войском гетмана Ходкевича. 24 августа 1612 года у «острожка (Климентьевский острог), что был у Климента Папы Римского» развернулись тяжёлые бои между казаками, оборонявшими острог, и пехотой гетмана Ходкевича. Во время этих боев, когда войска гетмана захватили острог и церковь Святого Климента, Авраамий (Палицын) совершил один из своих подвигов, остановив отступление казаков из острога. Как писал святитель Авраамий, «казаки, убо которые от Климента святаго из острожка выбегли, и озревшися на острог святаго Климента, видеша на церкви литовские знамёна… зело умилишася и воздохнувше и прослезившеся к Богу, — мало бе их числом, — и тако возвращеся и устремишася единодушно ко острогу приступили, и вземше его».
Первый каменный храм на этом месте датирован 1657 годом. В 1662 году думный дьяк Александр Дуров перестроил храм с тремя приделами: Преображения Господня, Знамения и Святителя Святителя Николая Чудотворца.
Храм был перестроен и освящён в 1720 году, затем в 1756—1758 годах к нему добавили трапезную и колокольню. В 1762 году прихожане получили разрешение на слом главного объёма старого храма, и к 1769 году на средства купца Кузьмы Матвеева был завершён пятиглавый барочный храм, дошедший до наших дней. Авторство постройки не установлено; предположительно, его выстроил Иван Яковлев по проекту Пьетро Антонио Трезини (согласно другому предположению — по проекту Алексея Евлашева). В рукописном «Сказании о церкви Климента папы Римского в Замоскворечье» (обнаружено в середине XIX века в Верхнеуральске) утверждается, что 70 тысяч рублей на строительство ассигновал генерал-фельдмаршал Алексей Бестужев, чья усадьба стояла в околотке.
В книге воспоминаний поэт Аполлон Григорьев восхищался, как господствовал храм в панораме Замоскворечья времён его детства:

 Но не церковь Пятницы-Прасковеи поражает и останавливает ваш взгляд с кремлёвской вершины, когда вы, отклоняя постепенно глаза от юго-востока, ведёте их по направлению к югу, а пятиглавая, великолепная церковь Климента папы римского. Перед ней вы остановитесь и идя по Пятницкой: она поразит вас строгостью и величавостью своего стиля, своею даже гармониею частей… Но особенно выдаётся она из бесчисленного множества различных узорочных церквей и колоколен, тоже оригинальных и необычайно живописных издали, которыми в особенности отличается юго-восточная часть Замоскворечья…
Церковь закрыта в 1934—1935 годах после неоднократных, всё возраставших обложений её налогами со стороны финансовых органов, что привело в конце концов к аресту священников; отдана под книгохранилище обменно-резервного фонда библиотеки имени Ленина, в связи с этим иконостас и частично внутреннее убранство не были окончательно уничтожены. Архитектурные обмеры храма произвёл в 1932 году архитектор Семён Кулагин.
В 1986—1987 годах 30 тысяч томов церковной литературы, хранившейся в церкви Климента, и в том числе из библиотеки Оптиной пустыни, были переданы Московской духовной академии. В 1988 году около 400 книг и примерно столько же брошюр возвращено в саму пустынь.
В 2008 году здание храма, сохранившее свой облик, а также в некоторой степени интерьер, было передано православной общине, а книги вывезены. В течение нескольких лет богослужения совершались только в северном приделе.

## Храм в XXI веке
При финансовой поддержке правительства Москвы проведена реставрация, которая была завершена в 2014 году.
27 сентября 2014 года патриарх Кирилл совершил чин великого освящения отреставрированного храма.
Настоятелем назначен протоиерей Леонид Калинин.
30 мая 2023 года исполняющим обязанности настоятеля храма назначен протоиерей Алексий Марченко.
- Вид со стороны Пятницкой улицы
- Вид со стороны Большой Ордынки
- Северный и южный приделы
- Роспись подкупольного пространства
- Царские Врата и часть иконостаса

## Духовенство
- и. о. настоятеля храма протоиерей Алексий Марченко [14]
- протоиерей Андрей Пахтунов
- протоиерей Михаил Сотников
- диакон Сергий Архутич[15]

## Святыни
- Древняя икона Климента папы Римского и Петра архиепископа Александрийского
- Древняя икона святителя Николая Чудотворца
- Икона святителя Николая (с частицей мощей)
- Икона святого пророка Ильи XIX века
- Ларец с частицами мощей святых (Иоанна Златоустого, святителя Филарета Московского, святителя Иннокентия Московского, святителя Иоанна Шанхайского, святителя нектария Оптинского, преподобномученицы Елисаветы, святеля Иоанна Новгородского, преподобного Петра Афонского)
- Древняя икона Пресвятой Богородицы «Млекопитательница»
- Икона Климента папы Римского и святителя Николая Чудотворца
- Икона Климента папы Римского с мощами святого (большая)
- Икона Климента папы Римского с мощами святого (малая)
- Икона Собора святых целителей и бессребреников
- Древняя икона Воздвижения Креста Господня
- Точная копия Туринской плащаницы на холсте
- Древняя икона «Страшный суд»
- Икона апостола Андрея Первозванного с частицей мощей
- Древний мощевик и Евангелие XVIII века[16]
- Скульптурный образ "Положение Иисуса Христа во гроб" второй половины 18 века.